# Gran Premio di Spagna 1969
Il Gran Premio di Spagna 1969, XV Gran Premio de España di Formula 1 e seconda gara del campionato di Formula 1 del 1969, si è disputato il 4 maggio sul Circuito del Montjuïc ed è stato vinto da Jackie Stewart su Matra-Ford Cosworth.
La gara sarà caratterizzata da un proliferare di alettoni sempre più grandi sulle vetture. Il cedimento dei supporti dell'alettone posteriore sulle due Lotus di Hill e Rindt nello stesso punto porterà la Commissione sportiva internazionale a intervenire con un repentino cambio di regolamento a partire dalla seconda giornata di prove del successivo Gran Premio di Monaco.

## Qualifiche
| Pos | No | Pilota               | Costruttore  | Scuderia                              | Tempo  | Distacco |
| --- | -- | -------------------- | ------------ | ------------------------------------- | ------ | -------- |
| 1   | 2  | Jochen Rindt         | Lotus-Ford   | Gold Leaf Team Lotus                  | 1:25.7 | -        |
| 2   | 15 | Chris Amon           | Ferrari      | Scuderia Ferrari SpA SEFAC            | 1:26.2 | +0.5     |
| 3   | 1  | Graham Hill          | Lotus-Ford   | Gold Leaf Team Lotus                  | 1:26.6 | +0.9     |
| 4   | 7  | Jackie Stewart       | Matra-Ford   | Matra International                   | 1:26.9 | +1.2     |
| 5   | 3  | Jack Brabham         | Brabham-Ford | Motor Racing Developments Ltd         | 1:27.8 | +2.1     |
| 6   | 10 | Jo Siffert           | Lotus-Ford   | Rob Walker/Jack Durlacher Racing Team | 1:28.2 | +2.5     |
| 7   | 4  | Jacky Ickx           | Brabham-Ford | Motor Racing Developments Ltd         | 1:28.4 | +2.7     |
| 8   | 5  | Denny Hulme          | McLaren-Ford | Bruce McLaren Motor Racing            | 1:28.6 | +2.9     |
| 9   | 14 | John Surtees         | BRM          | Owen Racing Organisation              | 1:28.9 | +3.2     |
| 10  | 12 | Jackie Oliver        | BRM          | Owen Racing Organisation              | 1:29.2 | +3.5     |
| 11  | 11 | Piers Courage        | Brabham-Ford | Frank Williams Racing Cars            | 1:29.3 | +3.6     |
| 12  | 8  | Jean-Pierre Beltoise | Matra-Ford   | Matra International                   | 1:29.5 | +3.8     |
| 13  | 6  | Bruce McLaren        | McLaren-Ford | Bruce McLaren Motor Racing            | 1:29.7 | +4.0     |
| 14  | 9  | Pedro Rodríguez      | BRM          | Reg Parnell Racing                    | 1:34.1 | +8.4     |

## Gara
| Pos | No | Pilota               | Costruttore  | Giri | Tempo/Ritiro    | Pos. Griglia | Punti |
| --- | -- | -------------------- | ------------ | ---- | --------------- | ------------ | ----- |
| 1   | 7  | Jackie Stewart       | Matra-Ford   | 90   | 2:16:54.0       | 4            | 9     |
| 2   | 6  | Bruce McLaren        | McLaren-Ford | 88   | + 2 Giri        | 13           | 6     |
| 3   | 8  | Jean-Pierre Beltoise | Matra-Ford   | 87   | + 3 Giri        | 12           | 4     |
| 4   | 5  | Denny Hulme          | McLaren-Ford | 87   | + 3 Giri        | 8            | 3     |
| 5   | 14 | John Surtees         | BRM          | 84   | + 6 Giri        | 9            | 2     |
| 6   | 4  | Jacky Ickx           | Brabham-Ford | 83   | + 7 Giri        | 7            | 1     |
| Ret | 9  | Pedro Rodríguez      | BRM          | 73   | Motore          | 14           |       |
| Ret | 15 | Chris Amon           | Ferrari      | 56   | Motore          | 2            |       |
| Ret | 3  | Jack Brabham         | Brabham-Ford | 51   | Motore          | 5            |       |
| Ret | 10 | Jo Siffert           | Lotus-Ford   | 30   | Perdita d'olio  | 6            |       |
| Ret | 2  | Jochen Rindt         | Lotus-Ford   | 19   | Incidente       | 1            |       |
| Ret | 11 | Piers Courage        | Brabham-Ford | 18   | Motore          | 11           |       |
| Ret | 1  | Graham Hill          | Lotus-Ford   | 8    | Incidente       | 3            |       |
| Ret | 12 | Jackie Oliver        | BRM          | 1    | Pompa dell'olio | 10           |       |

## Statistiche

### Piloti
- 7ª vittoria per Jackie Stewart
- 1º giro più veloce per Jochen Rindt

### Costruttori
- 5° vittoria per la Matra

### Motori
- 17° vittoria per il motore Ford Cosworth

### Giri al comando
- Jochen Rindt (1-19)
- Chris Amon (20-56)
- Jackie Stewart (57-90)

## Classifiche Mondiali

### Piloti
| Pos. | Pilota               | Punti |
| ---- | -------------------- | ----- |
| 1    | Jackie Stewart       | 18    |
| 2    | Bruce McLaren        | 8     |
| 3    | Denny Hulme          | 7     |
| 4    | Graham Hill          | 6     |
| 5    | Jean-Pierre Beltoise | 5     |
| 6    | Jo Siffert           | 3     |
| 7    | John Surtees         | 2     |
| 8    | Jacky Ickx           | 1     |

### Costruttori
| Pos. | Team                  | Punti |
| ---- | --------------------- | ----- |
| 1    | Matra-Ford Cosworth   | 18    |
| 2    | McLaren-Ford Cosworth | 10    |
| 3    | Lotus-Ford Cosworth   | 6     |
| 4    | BRM                   | 2     |
| 5    | Brabham-Ford Cosworth | 1     |